# Мусалов Хайбула Анварбегович
Мусалов Хайбула Анварбегович (рос. Мусалов Хайбула Анварбегович; 4 грудня 1990, с. Чох, Гунібський район, Дагестанська АРСР) — російський та азербайджанський професійний боксер, призер Європейських ігор 2015.

## Боксерська кар'єра
Хайбула Мусалов народився в Дагестані, але через велику конкуренцію не потрапляв до складу збірної Росії і пристав на пропозицію виступити на перших Європейських іграх у Баку за збірну Азербайджану.
На Європейських іграх 2015, здобувши три перемоги, вийшов у фінал і завоював срібну медаль.
- У 1/8 фіналу переміг Крістіана Мбіллі-Ассомо (Франція) — 3-0
- У чвертьфіналі переміг Віталія Бондаренко (Білорусь) — 3-0
- У півфіналі переміг Золтана Харча (Угорщина) — 2-1
- У фіналі програв Майклу О'Рейлі (Ірландія) — 0-3

Пізніше повернувся до Росії і 2019 року дебютував на професійному рингу.